# 川崎市立片平小学校
川崎市立片平小学校（かわさきしりつ かたひらしょうがっこう）は、神奈川県川崎市麻生区片平5丁目にある公立小学校。通称は片小（かたしょう）。

## 概要
当校は、1984年（昭和59年）4月1日に川崎市立柿生小学校より分離独立し開校した。
1873年（明治6年）片平学校として開校し、1913年（大正2年）に廃校となり義胤尋常高等小学校の分教場化され、1959年（昭和34年）5月15日に柿生小学校分校として歴史を閉じた学校と同名称ではあるが歴史的なつながりは無い。

## 沿革
- 1984年（昭和59年）4月1日 - 開校。開校時点の児童数は338名[5][3]。
- 1991年（平成3年）4月1日 - 麻生小学校開校により、本校学区の一部を分離[6]。
- 2014年（平成26年） - この年度に、30周年記念式典挙行[5]。
- 2015年（平成27年）4月 - 増築校舎完成[5]。
- 2017年（平成29年） - この年度に、エレベーター設置と校舎外壁の塗り替え工事完了[5]。
- 2021年（令和3年） - 4月1日現在児童数661名[5]。
- 2024年（令和6年）11月16日 - 創立40周年記念式典を挙行[3]。

## 通学区域
出典
- 大字片平（全域）
- 片平1丁目（1～3番、5～20番）
- 片平5丁目（全域）
- 片平6丁目（全域）
- 片平7丁目（全域）
- 片平8丁目（全域）
- 大字五力田（全域）
- 五力田1丁目（全域）
- 五力田2丁目（全域）
- 五力田3丁目（全域）
- 白鳥1丁目（全域）
- 白鳥2丁目（全域）
- 白鳥3丁目（全域）
- 白鳥4丁目（全域）

## 進学先中学校
- 進学先中学校は川崎市立白鳥中学校である[8]。

## 学校周辺
- 片平公園（園内に野球場設置）、さつき台自治会館、北部地域教育センター、片平こども文化センターなど川崎市の公共施設が隣接している。
- 善正寺
- 柿生中村通り公園
- 修廣寺

## 交通アクセス
- 小田急電鉄多摩線五月台駅（南口）から、徒歩約400m・約6分（学校敷地から駅までは直線距離で約310mだが、道路と校門の位置関係で、若干距離が延びる）。